# Brevipalpus hashmii
Brevipalpus hashmii är en spindeldjursart som beskrevs av Mohammad Nazeer Chaudhri och Akbar 1985. Brevipalpus hashmii ingår i släktet Brevipalpus och familjen Tenuipalpidae. Inga underarter finns listade.